# Широкое (Жмеринский район)
Широкое (укр. Широке) — село на Украине, находится в Барской городской общине Жмеринского района Винницкой области.
Код КОАТУУ — 0520280105. Население по переписи 2001 года составляет 147 человек. Почтовый индекс — 23014. Телефонный код — 4341.
Занимает площадь 0,25 км².

## Адрес местного совета
23014, Винницкая область, Барский р-н, с. Антоновка, ул. Молодёжная, 1